# Coisevaux
Coisevaux är en kommun i departementet Haute-Saône i regionen Bourgogne-Franche-Comté i östra Frankrike. Kommunen ligger i kantonen Héricourt-Ouest som tillhör arrondissementet Lure. År 2022 hade Coisevaux 306 invånare.

## Befolkningsutveckling
Antalet invånare i kommunen Coisevaux
| Referens: INSEE |